# محمدیوسف ریاضی هروی
محمدیوسف ریاضی هروی (۱۳۳۰-۱۲۹۰ق) (۱۲۹۱-۱۲۵۲ش) (۱۹۱۲-۱۸۵۴م) تاریخ‌نگار و شاعر پارسی‌گوی اهل هرات بود.
او رخدادهای دورهٔ زندگی خود را ثبت کرده و به‌جا گذاشته‌است. مجموعه‌آثار او تحت نام بحرالفوائد گرد آمده دربرگیرندهٔ رویدادهای تاریخی ایران و افغانستان در دورهٔ نویسنده است.
بحرالفوائد یا کلیات ریاضی به ۱۲ بخش تقسیم شده‌است. رساله مقدمهٔ آن بیان‌الواقعه نام دارد و بخش سالشمار تاریخی آن عین‌الوقایع نامیده می‌شود.
عین‌الوقایع سالشمار تاریخ ایران و افغانستان در سال‌های ۱۲۰۷ـ۱۳۲۴ق است. دو کتاب شعر نیز به نام‌های دیوان ریاضی و فیض روحانی از او به‌جا مانده‌است.
پیشهٔ پدر و نیاکان ریاضی هروی امور دیوانی و لشکری در دارالسلطنه هرات بوده‌است. از آن‌جا که خانوادهٔ او از هواخواهان امیر شیرعلی‌خان بوده‌اند در دورهٔ پادشاهی امیر عبدالرحمان‌خان مورد خشم او واقع شده به مشهد مهاجرت کردند. ریاضی بعداً در مشهد صاحب املاک و مستغلات شد و با بزرگان ایالت خراسان نشست و برخاست پیدا کرد. او در رخدادهای خراسان در سال ۱۳۳۰ قمری، سهم فعالی به نفع محمدعلی شاه قاجار داشته‌است.